# Praelamarckina
Praelamarckina es un género de foraminífero bentónico de estatus incierto, aunque considerado perteneciente a la familia Ceratobuliminidae, de la superfamilia Ceratobuliminoidea, del suborden Robertinina y del orden Robertinida. Su especie tipo es Praelamarckina humulis. Su rango cronoestratigráfico abarca desde el Aaleniense hasta el Bajociense (Jurásico medio).

## Clasificación
Praelamarckina incluye a las siguientes especies:
- Praelamarckina humilis †
- Praelamarckina pseudorjasanensis †